# Юганьнін
Юганьнін (кит. 优干宁镇, пін. Yōugānníng Zhèn) — містечко у КНР, адміністративний центр Хенань-Монгольського автономного повіту у Хуаннань-Тибетській автономній префектурі провінції Цінхай.

## Географія
Юганьнін розташовується у східній частині регіону Амдо на висоті понад 3300 метрів над рівнем моря.

### Клімат
Містечко знаходиться у зоні, котра характеризується континентальним субарктичним кліматом. Найтепліший місяць — липень із середньою температурою 10.6 °C (51 °F). Найхолодніший місяць — січень, із середньою температурою -9.4 °С (15 °F).
| Клімат Юганьніна        | Клімат Юганьніна | Клімат Юганьніна | Клімат Юганьніна | Клімат Юганьніна | Клімат Юганьніна | Клімат Юганьніна | Клімат Юганьніна | Клімат Юганьніна | Клімат Юганьніна | Клімат Юганьніна | Клімат Юганьніна | Клімат Юганьніна | Клімат Юганьніна |
| Показник                | Січ.             | Лют.             | Бер.             | Квіт.            | Трав.            | Черв.            | Лип.             | Серп.            | Вер.             | Жовт.            | Лист.            | Груд.            | Рік              |
| Середній максимум, °C   | 0                | 2                | 6                | 10               | 12               | 14               | 17               | 17               | 13               | 9                | 4                | 1                | 8                |
| Середня температура, °C | −9               | −7               | −2               | 2                | 6                | 8                | 11               | 10               | 7                | 2                | −4               | −8               | 1                |
| Середній мінімум, °C    | −20              | −16              | −10              | −4               | 0                | 2                | 5                | 4                | 1                | −4               | −12              | −18              | −6               |
| Норма опадів, мм        | 3                | 5                | 12               | 29               | 73               | 96               | 125              | 116              | 98               | 38               | 6                | 1                | 602              |
| ----------------------- | ---------------- | ---------------- | ---------------- | ---------------- | ---------------- | ---------------- | ---------------- | ---------------- | ---------------- | ---------------- | ---------------- | ---------------- | ---------------- |
| Джерело: Weatherbase    |                  |                  |                  |                  |                  |                  |                  |                  |                  |                  |                  |                  |                  |